# Liste de fondeurs de cloches
Ceci une liste de fondeurs de cloches par continent.

## Europe

### Belgique
- Fonderie Vanden Gheyn, devenue fonderie Van Aerschodt et enfin fonderie Sergeys, à Louvain (de 1506 à 1980).
- Fonderie Causard-Slégers, à Tellin (de 1832 à 1970).

### France

#### Fonderies en activité en France

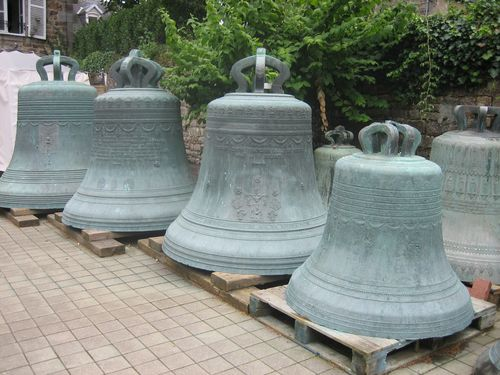
Cloches à la fonderie Cornille-Havard : cloches de l'église parisienne St -Sulpice (VI arr.) en instance de restauration, Thérèse, Caroline, Louise, Marie et Henriette-Louise, fondues par Osmond Dubois et datées de 1824 et 1828 pour la dernière.

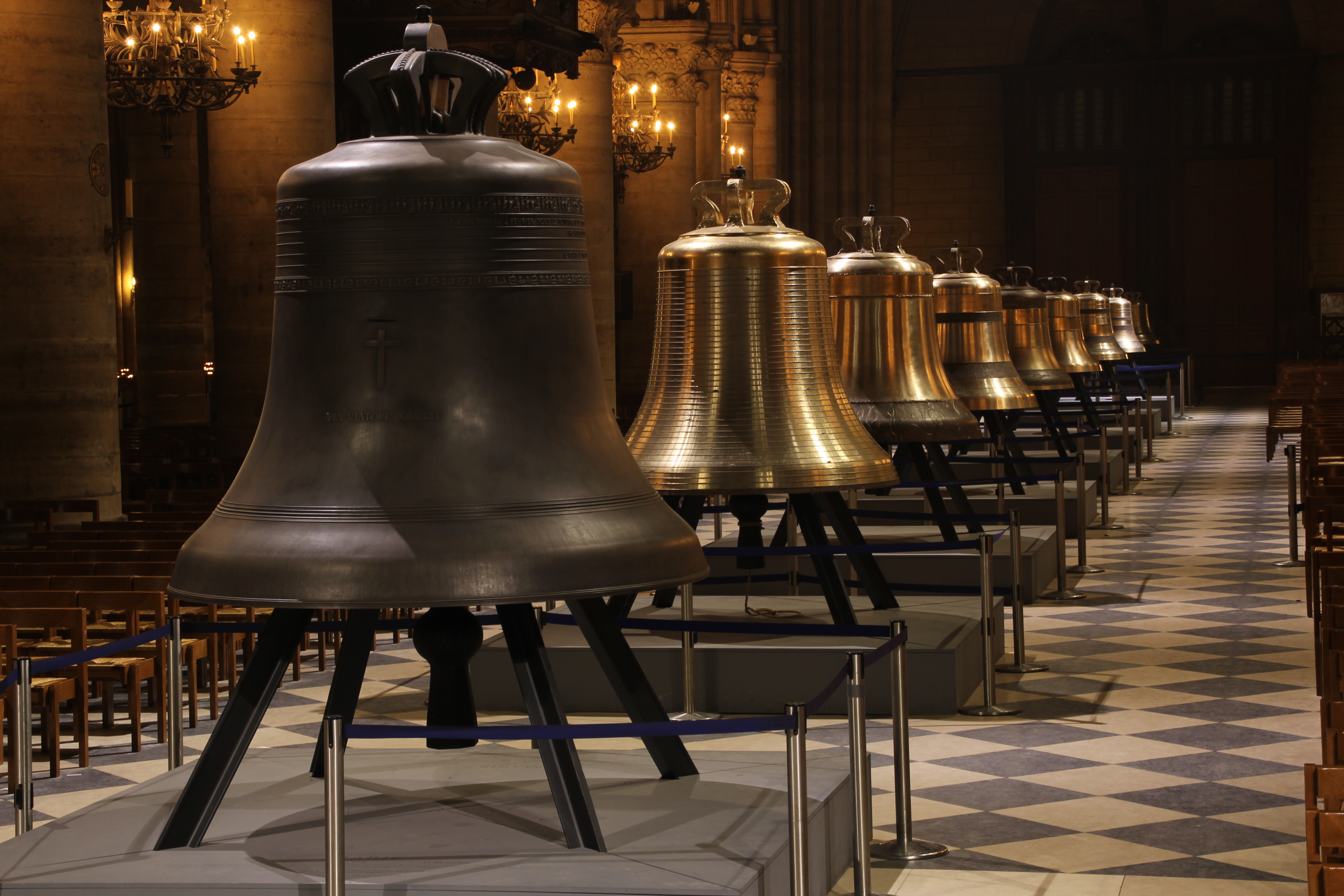
Présentation des nouvelles cloches de Notre-Dame de Paris fondues en 2013 par Cornille-Havard.

- La fonderie Paccard, a été créée en 1796 à Quintal, transférée en 1856 à Annecy-le-Vieux, puis en 1989 à Sévrier, en périphérie d'Annecy. Elle est actuellement la plus grosse fonderie française de cloches. Un musée campanaire a été créé en 1984. Auteur de records tels que « la Savoyarde » (18 835 kilos) installée au Sacré-Cœur de Montmartre en 1898 et plus récemment en 1999 de la « World peace bell » (33 tonnes) à destination des États-Unis, Paccard est aussi le spécialiste des sonneries et carillons depuis 1937 : il est par exemple l'auteur du carillon de Chambéry, 30 tonnes, 70 cloches.
- La fonderie Cornille-Havard, installée à Villedieu-les-Poêles dans le département de la Manche en Normandie, est l'héritière d'une tradition datant de la fin du Moyen Âge. Son atelier a été construit en 1865, au moment de la mise en service de la ligne de chemin de fer Paris - Granville. Elle propose une visite guidée à travers son atelier historique et initie à l'art de fondre des cloches.
- La fonderie Bollée : itinérante de 1715 à 1838, la fonderie de Jean-Baptiste Amédée Bollée est fixée à Saint-Jean-de-Braye, près d'Orléans en 1838. En 1842, Ernest-Sylvain Bollée, son frère cadet, installe sa fonderie au Mans, fermée en 1917 à la mort d'Amédée son fils)[réf. nécessaire]. Quelques cloches prestigieuses pour Ottawa, basilique de Yamoussoukro…. La fonderie abrite un musée campanaire depuis 1992. En septembre 2011, la fonderie Bollée a été cédée par son dernier propriétaire à un consortium regroupant, entre autres composantes, l'entreprise strasbourgeoise Voegelé. L'activité de fonte est transférée à Strasbourg, route des Romains.
- L'entreprise Voegelé, à Strasbourg, créée en 1908, au service du patrimoine campanaire a commencé le métier de fondeur de cloche en l’an 2000, grâce à la collaboration des fonderies de cloches allemandes de Karlsruhe et Maria-Laach. La plus grosse cloche sortie de cette fonderie a été livrée en 2010 à l’abbaye normande du Bec-Hellouin et pèse 4,5 tonnes.
- La fonderie Obertino, à Labergement-Sainte-Marie (Doubs), est la plus ancienne entreprise de France à fondre des cloches en bronze pour le bétail. Cette famille originaire du Piémont italien — comme beaucoup de familles de fondeurs suisses et français des XIXe et XXe siècles tel les Albertano, Barrinotto, etc. — s'est installée dans le Haut-Doubs en 1834[réf. nécessaire]. Une branche de la famille Obertino s'est installée à Morteau au début des années 1930, et produit aussi des cloches de vaches. À Labergement ainsi qu'à Morteau sont produites artisanalement des clarines, c'est-à-dire des cloches en bronze pour l'usage agricole.

#### Anciennes fonderies de cloches en France

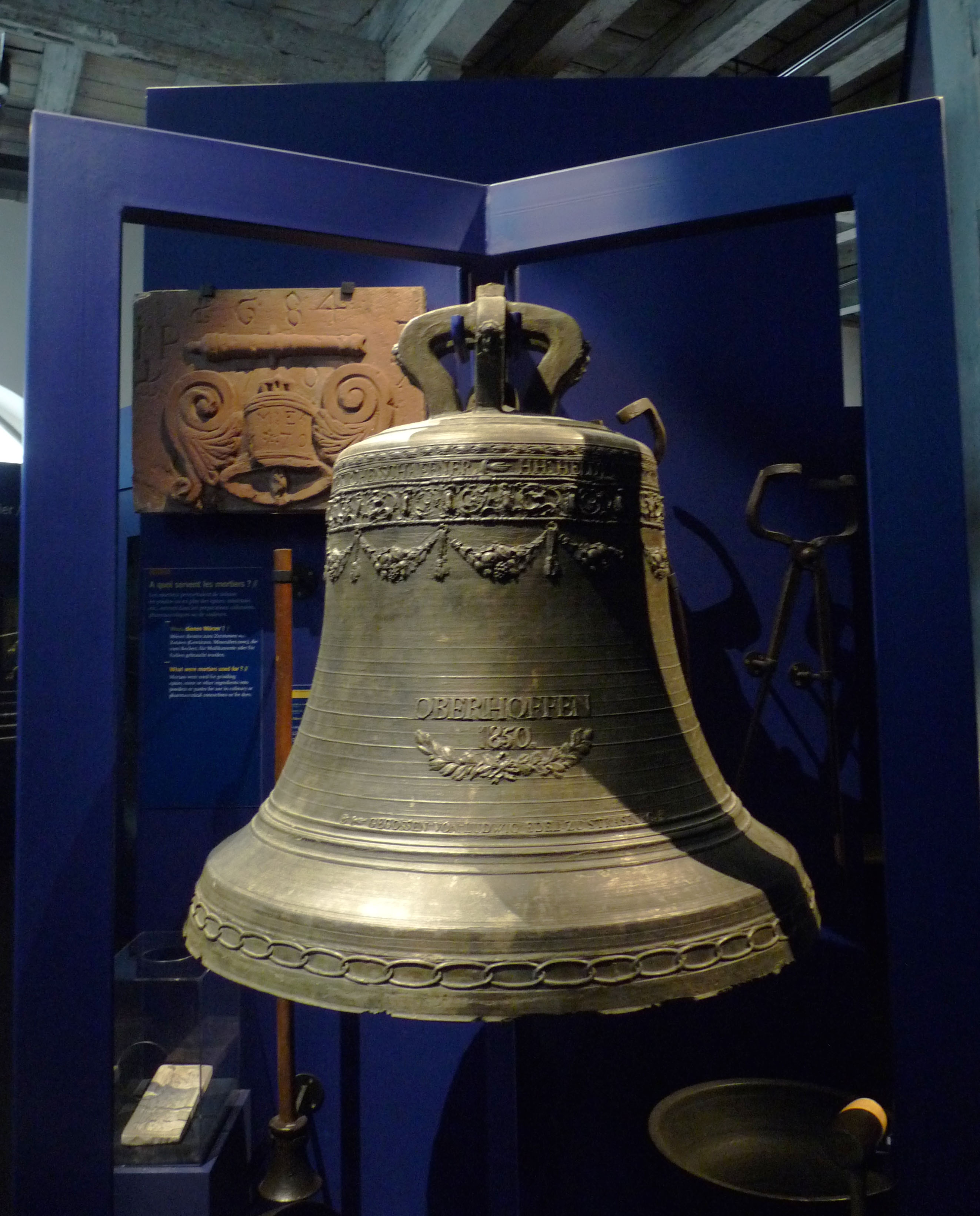
Cloche d’Oberhoffen-sur-Moder, Bas-Rhin (1850) fondue par Louis Edel (1810-1887). À l’arrière plan, l’enseigne en grès de la fonderie Edel (XVIII).
Coll. Musée historique de Strasbourg.

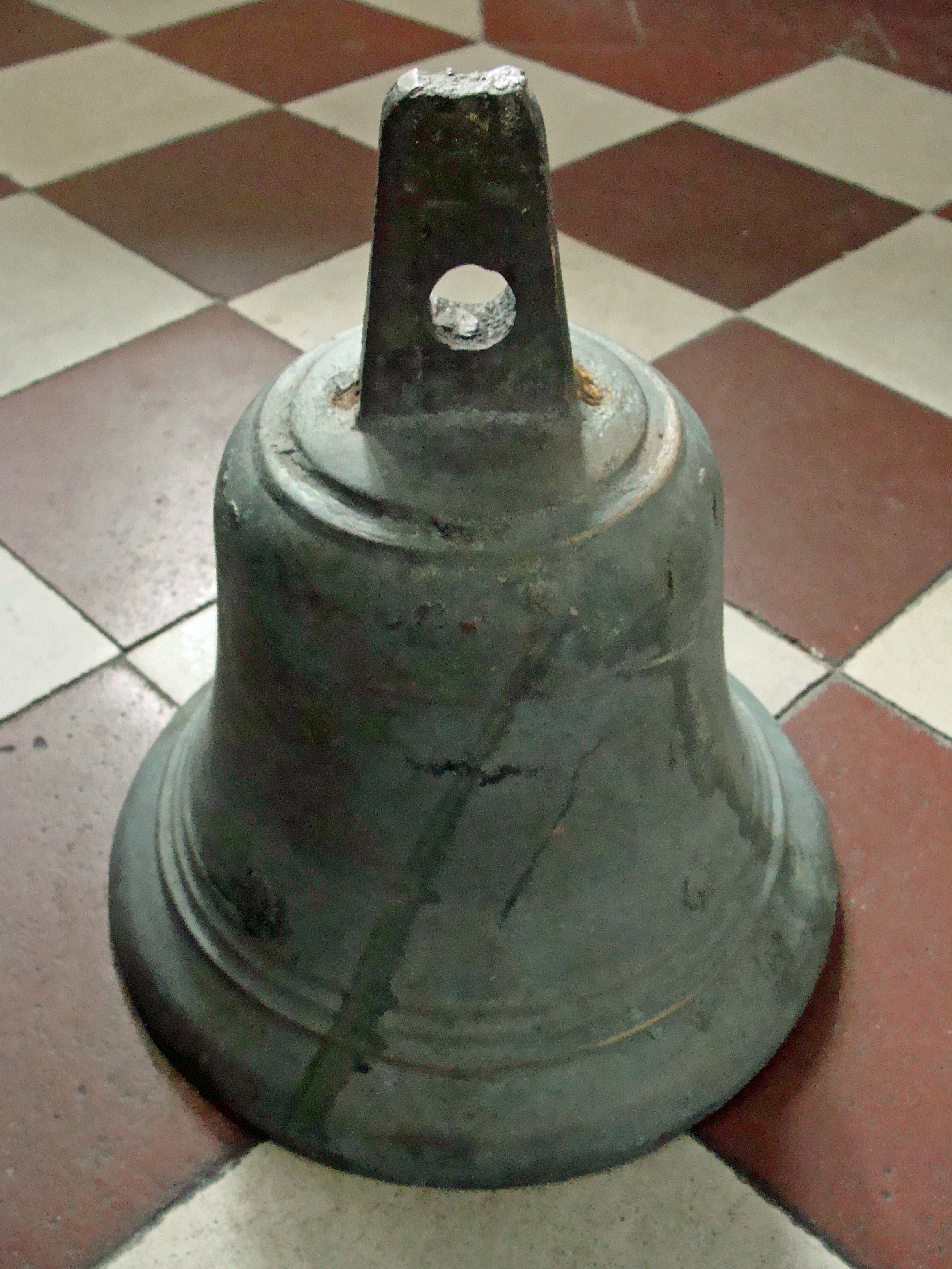
Cloche ancienne de Picardie.

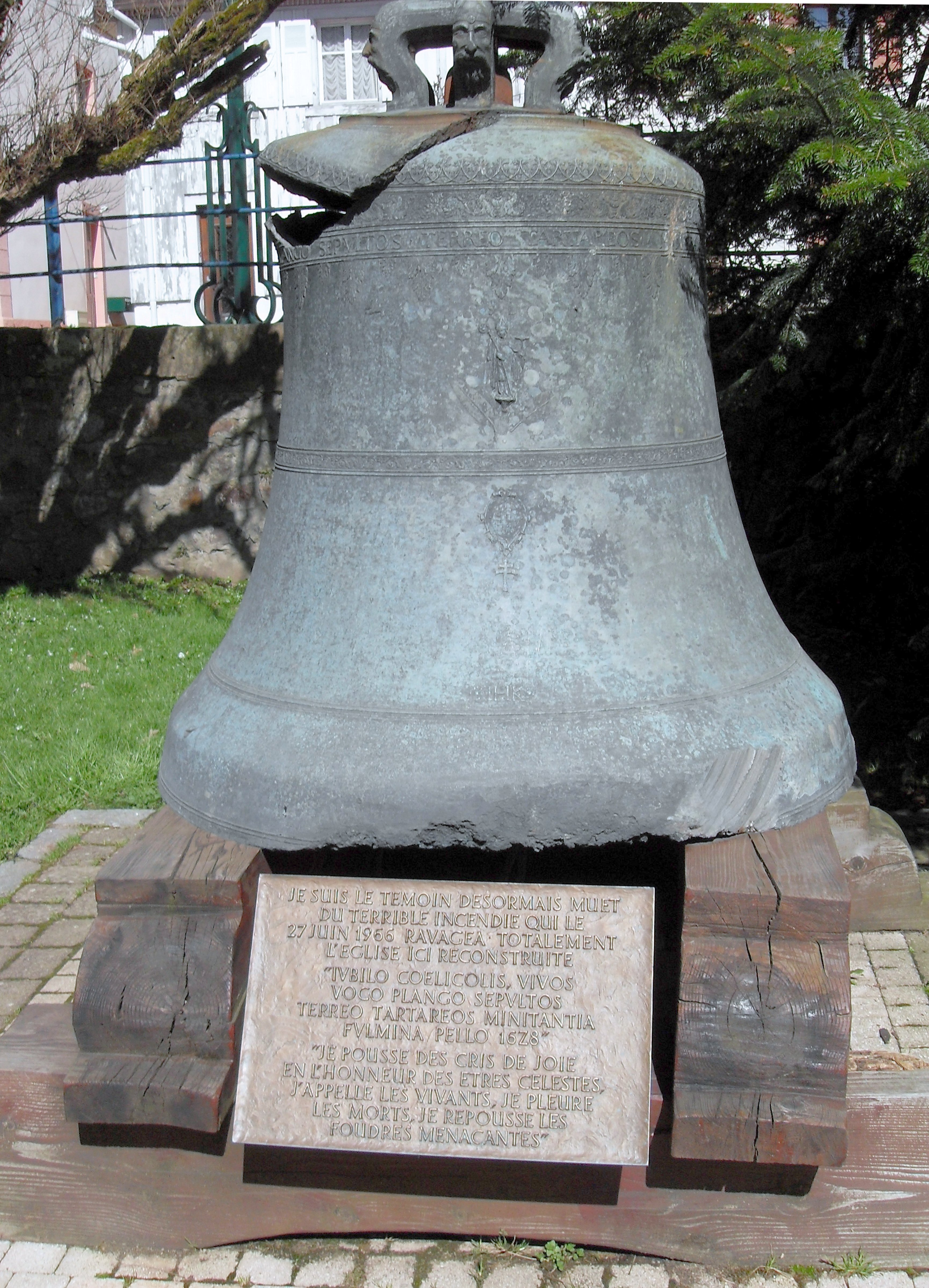
Cloche ancienne de l'église de Masevaux.

À côté d'innombrables fondeurs itinérants, la France a également connu de nombreuses fonderies sédentaires, aujourd'hui fermées, parmi lesquelles on peut citer :
- fonderie Arragon à Lyon ;
- fonderie Astier à Nantes ;
- fonderie Aubert à Lisieux ;
- fonderie Aubry (famille originaire de Levécourt installée aux Aubiers)[1] ;
- fonderie Baptisti Jean à Marseille ;
- fonderie Baudouin Eugène à Marseille ;
- fonderie Béatrix à Villedieu-les-Poêles ;
- fonderie Beauquis Frères à Quintal ;
- fonderie Berta (et Lecourt) à Toulouse ; entre 1802 et 1821 ;
- fonderie Bidou et Jahan à Orléans entre 1650 et 1670
- fonderie Bunel-Breton à Laval ;
- fonderie Biron Edouard à Paris ;
- fonderie Blaive-Gaudry à Tours ;
- fonderie Blanchet Armand à Paris ;
- fonderie Boué Placide à Montpellier ;
- fonderie Briens à Brest ;
- fonderie Burdin à Lyon ;
- fonderie Burnichon Père & Fils à Coutouvre ;
- fonderie Cancel au Mans et à Chartres ;
- fonderie Cavillier à Carrépuis ;
- fonderie Causard-Dury à Colmar ;
- fonderie Chambon à Montargis ;
- fonderie Chanay Antoine à Castres ;
- fonderie Châtelet (Pierre, Joseph et Pierre) à Rodez et Toulouse en 1870 ; puis Olin-Châtelet à Toulouse, reprise par Dubois ; du XVIII° à 1866
- fonderie Chevalier à Lyon ;
- fonderie Cochois à Reims ;
- fonderie Collard à Falaise ;
- fonderie Joseph et Raimond Cribailler à Perpignan ;
- fonderie Crouzet-Hildebrand à Paris - Louviers ;
- fonderie Decharme (Haute-Marne)[2]
- fonderie Dencausse à Tarbes ;
- fonderie Drouot à Douai ;
- fonderie Dubois à Damblain en Lorraine, puis au Puy en Velay en Auvergne ;
- fonderie Ducray à Lyon ;
- fonderie Dupont à Lyon :
- fonderie Edel à Strasbourg ;
- fonderies Farnier à Robécourt, Mont-devant-Sassey et Dijon ;
- fonderie Ferry Martin (1665-x) et Nicolas (1690-1763), Anould ;
- fonderie Fourcade à Tarbes ;
- fonderie du Frère Fulbert à Ploërmel ;
- fonderie Frèrejean à Lyon ;
- fonderie Goussel à Metz ;
- fonderie Granier à Hérépian (existe toujours physiquement) ultime cloche coulée en septembre 2011 ;
- fonderie Gillet Justin à Albi
- fonderie André Guenser à Metz ;
- fonderie Guillet à Lyon ;
- fonderie Gripon Maurice à Brest ;
- fonderie Guillaume-Besson à Angers ;
- fonderie Holtzer Jacob à Unieux ;
- fonderie Humbert à Morteau ;
- fonderie Husson ;
- fonderie Jannel à Martinvelle ;
- fonderie Jean à Quimper ;
- fonderie Labry à Angers ;
- fonderie Labry à Montpellier ;
- fonderie Larroque Gaillac ;
- fonderie Lechesne au Mans ;
- fonderie Lonar Bordes ;
- fonderie Lorit à Quimper
- fonderie Louison (Jean-Louis) à Toulouse, reprise par son gendre Nicolas Pèlegrin, sa fille Joséphine Louison veuve Pèlegrin, leur gendre Amans Lévêque ; entre 1821 et 1904 ; reprise par la fonderie Vinel (voir plus loin) ;
- fonderie Mabilleau-Blandin à Saumur (Maine-et-Loire) ;
- fonderie Mahuet à Dreux ;
- fonderie Martin Barnabé & frères, à Foix (Ariège) ;
- fonderie Masse Jacques à Albi ;
- fonderie Maurel Toussaint à Marseille (ne pas confondre avec Morel Gédéon) ;
- fonderie Meunier Eugène à Chambéry ;
- fonderie Mesmann à Robécourt ;
- fonderie Monet à Lyon ;
- fonderie Morel Gédéon à Lyon ;
- fonderie Mosnier à Viverols, Auvergne ;
- fonderie Osmond-Dubois à Paris ;
- fonderie Paintandre[3] à Turenne ;
- fonderie Paintandre à Vitry-le-François ;
- fonderie Perrin-Martin à Robécourt ;
- fonderie Pierron Perre à Avignon ;
- fonderie Pourcel à Villefranche-de-Rouergue ;
- fonderie Prémilhac Michel à Castelnaudary ;
- fonderie Privat à Lyon ;
- fonderie Reynaud à Lyon ;
- fonderie Richebourg-Petitfour à Arbot ;
- fonderie Robert à Urville, puis à Nancy, puis à Porrentruy (Suisse), puis à nouveau à Nancy ;
- fonderie Robert à Falaise ;
- fonderie Rosier-Martin à Vrécourt
- fonderie Rosina à Nice ;
- fonderie Ronat Georges à Châlette-sur-Loing ;
- fonderie Soulié Jean à Castres ;
- fonderie Triadou à Villefranche-de-Rouergue et Rodez ;
- fonderie Turmeau[4] à Bordeaux
- fonderie Vauthier[5] à Saint-Émilion ;
- fonderie Viel-Ozenne à Villedieu-les-Poêles ;
- fonderie Viel-Tétrel à Villedieu-les-Poêles ;
- fonderie Viguier à Toulouse, entre 1803 et 1837 ;
- fonderie Vinel (Pierre, Gabriel et Amédée) à Toulouse, entre 1880 et 1953 ;
- fonderie Voruz à Nantes ;
- fonderie Wauthy à Douai.

### Italie
- fonderie pontificale Marinelli à Agnone (Molise), une des plus anciennes fonderies de cloches en activité du monde. La famille Marinelli a dirigé la fonderie depuis durant les 1000 dernières années. Cette usine dispose d'un musée où les cloches de presque mille ans d'antiquité (plus pour certaines) ou plus récentes sont exposées. Il est aussi possible d'observer le processus artisanal de la fabrication de cloches. L'usine a été visitée par le pape Jean-Paul II le 19 mars 1995. Beaucoup de cloches de la fonderie se trouvent au Vatican. Le musée porte d'ailleurs le nom de Jean-Paul II.
- Fonderie Allanconi -Via Allanconi 5 - Fraz. Bolzone - 26010 Ripalta Cremasca (CR) -
- Fonderie Virgadamo Mario de Luigi Mulè Cascio : Piazza Roma, 92010 Burgio AG, Italie

## Amérique

### États-Unis
- Campbell & Sons (Milwaukee)